# Vallès Occidental

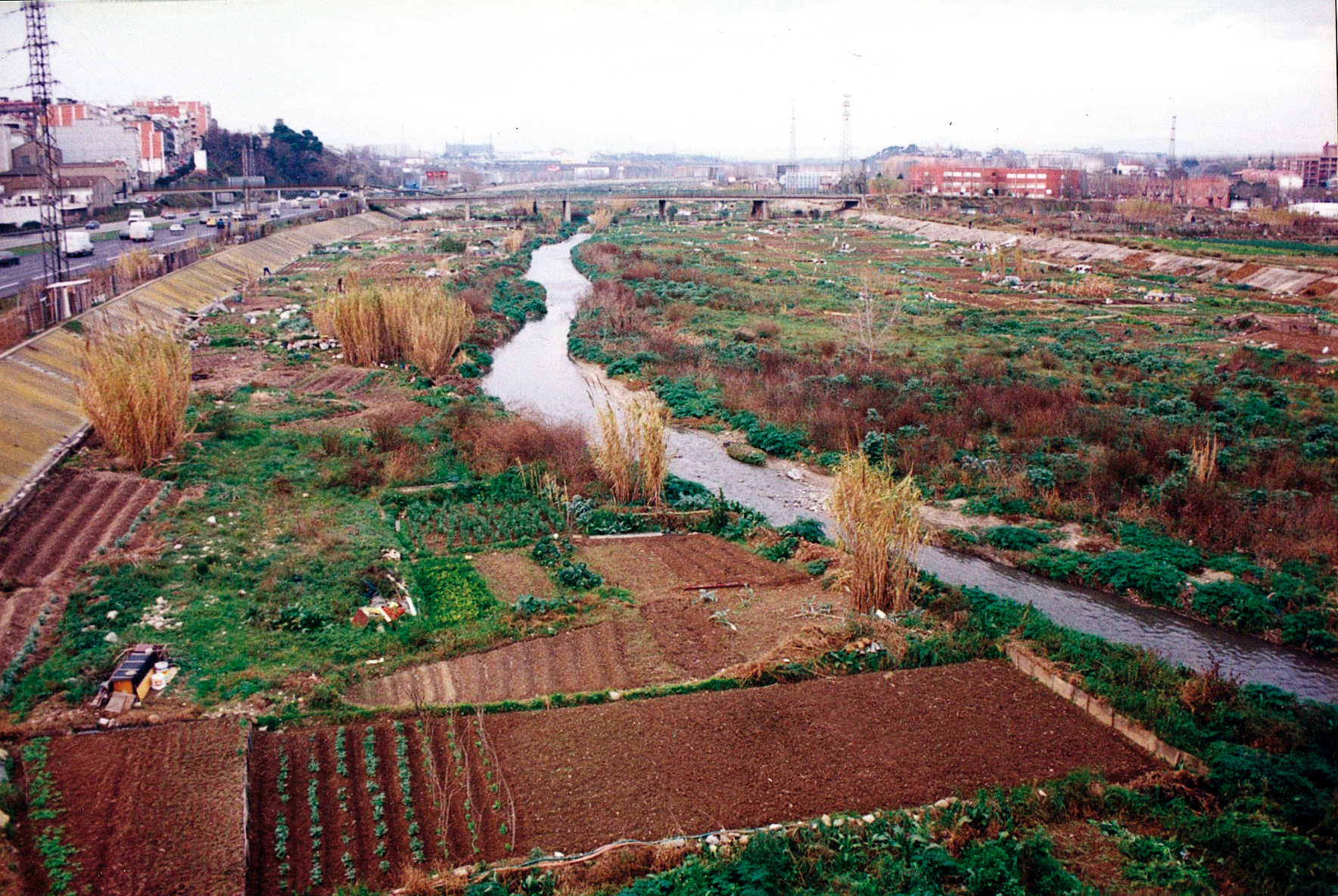
El riu Ripoll a Ripollet el 1991

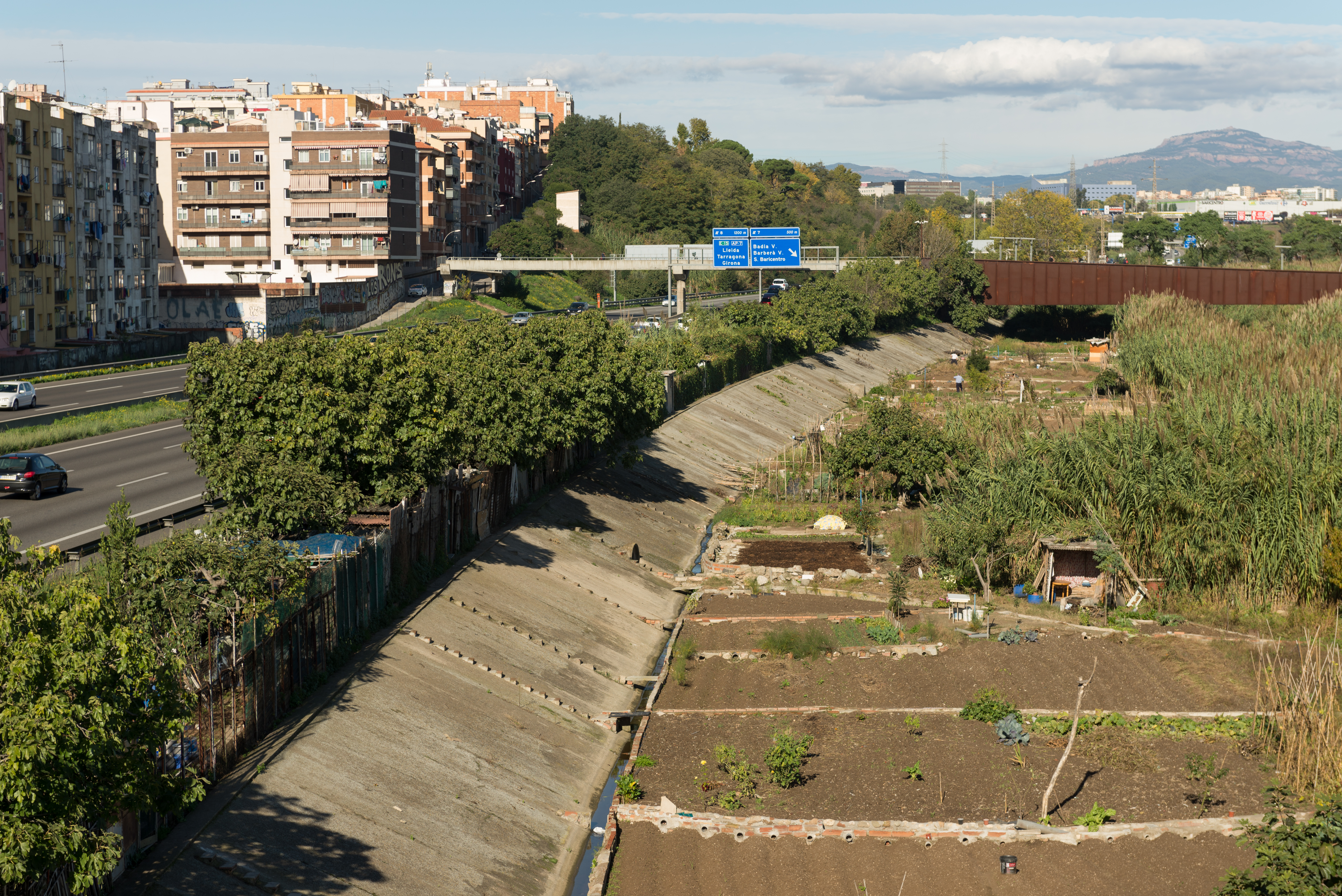
Riu Ripoll 2015

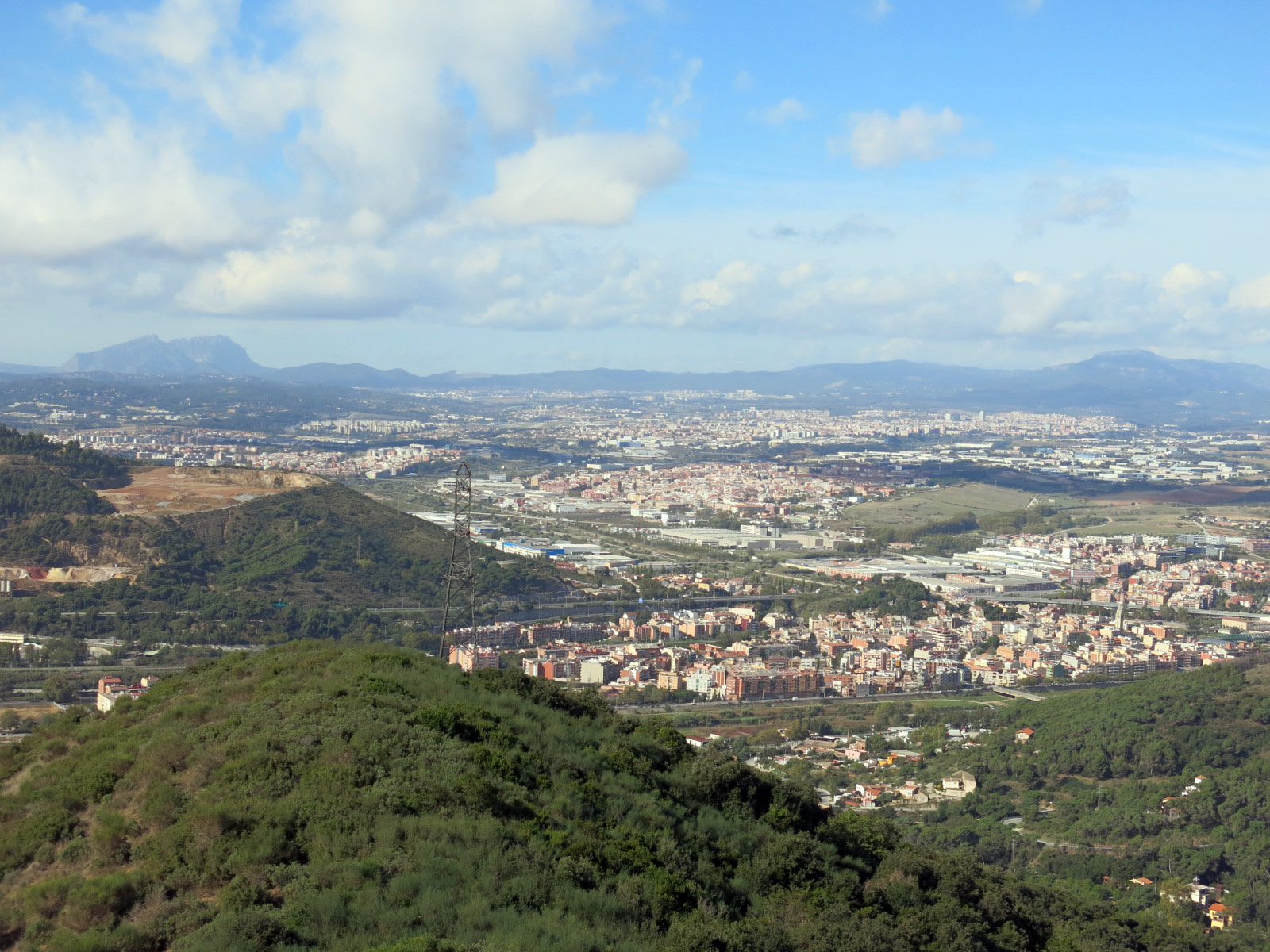
El Vallès Occidental des del puig Castellar; en segon terme, darrere el turonet de la serra de Marina que apareix a l'esquerra, hi ha la pedrera del turó de Montcada i les cases de Montcada i Reixac i Mas Rampinyo; seguint el riu Ripoll, a la dreta Ripollet i a l'esquerra Cerdanyola; més enllà, Badia i Sant Quirze, Barberà i Sabadell, i al fons Terrassa; emmarquen el paisatge, al fons de tot, Montserrat a l'esquerra i Sant Llorenç del Munt a la dreta

El Vallès Occidental és una comarca catalana inclosa a la vegueria de Barcelona que limita amb el Bages i el Moianès al nord, el Vallès Oriental a l'est, el Baix Llobregat a l'oest i el Barcelonès al sud. Les capitals de la comarca són Sabadell i Terrassa. És l'única comarca de Catalunya que té dues capitals. Amb el Vallès Oriental forma la gran comarca del Vallès dividida administrativament en la divisió comarcal de Catalunya realitzada per la Generalitat republicana, anul·lada durant el franquisme i reassumida per l'administració de la Generalitat de Catalunya un cop restituïda. Geogràficament, el Vallès i el Penedès estan inclosos en la Fossa tectònica del Vallès-Penedès, dins de la Depressió Prelitoral Catalana. És la segona comarca més poblada de Catalunya.

## Municipis
La comarca la conformen 23 municipis:
|                          | Municipi                 | Habitants (2024) | Extensió terme municipal (km²) |
| ------------------------ | ------------------------ | ---------------- | ------------------------------ |
| Badia del Vallès         | Badia del Vallès         | 13.109           | 0,93                           |
| Barberà del Vallès       | Barberà del Vallès       | 33.644           | 8,31                           |
| Castellar del Vallès     | Castellar del Vallès     | 25.301           | 44,91                          |
| Sense Escut              | Castellbisbal            | 12.965           | 31,03                          |
| Cerdanyola del Vallès    | Cerdanyola del Vallès    | 57.831           | 30,56                          |
| Gallifa                  | Gallifa                  | 174              | 16,33                          |
| Matadepera               | Matadepera               | 9.863            | 25,36                          |
| Montcada i Reixac        | Montcada i Reixac        | 37.096           | 23,47                          |
| Palau-solità i Plegamans | Palau-solità i Plegamans | 15.444           | 14,93                          |
| Polinyà                  | Polinyà                  | 8.559            | 8,79                           |
| Rellinars                | Rellinars                | 920              | 17,79                          |
| Ripollet                 | Ripollet                 | 39.430           | 4,33                           |
| Rubí                     | Rubí                     | 81.523           | 32,3                           |
| Sabadell                 | Sabadell                 | 221.564          | 37,79                          |
| Sant Cugat del Vallès    | Sant Cugat del Vallès    | 98.649           | 48,23                          |
| Sant Llorenç Savall      | Sant Llorenç Savall      | 2.580            | 41,11                          |
| Sant Quirze del Vallès   | Sant Quirze del Vallès   | 20.110           | 14,07                          |
| Santa Perpètua de Mogoda | Santa Perpètua de Mogoda | 25.936           | 15,83                          |
| Sentmenat                | Sentmenat                | 9.523            | 28,8                           |
| Terrassa                 | Terrassa                 | 228.294          | 70,16                          |
| Sense Escut              | Ullastrell               | 2.179            | 7,31                           |
| Vacarisses               | Vacarisses               | 7.549            | 40,7                           |
| Viladecavalls            | Viladecavalls            | 7.790            | 20,09                          |

## Geografia física
Es tracta d'una part de la Depressió Prelitoral limitada a l'oest pel Llobregat i a l'est per la riera de Caldes. El nord de la comarca és ocupat per diverses serres de la Serralada Prelitoral. Algunes d'aquestes conformen el sostre de la comarca. D'oest a est, en formen part la serra de l'Obac (924 metres d'altitud al Castellsapera), el massís de Sant Llorenç del Munt (1.095 a la Mola i 1053 al Montcau), el puig de la Creu (664), els cingles de Sant Sadurní (954) i el Farell (789). Al sud de la comarca hi trobem la serra de Collserola (512 metres d'altitud), que forma part de la Serralada Litoral.
La zona central vallesana és ocupada per la vall que dona nom a la comarca. Es tracta, en realitat, de dues unitats hidrogràfiques coincidents amb les conques del Llobregat i el Besòs.
Les terres situades a l'oest de l'eix que va des de l'Obac fins al Tibidabo (punt culminant de la serra de Collserola), passant per Matadepera, Sant Quirze del Vallès, Bellaterra i Sant Cugat del Vallès, són tributàries del Llobregat. Diverses rieres, com la dels Canyamassos, la de Rubí o la de Vallvidrera, canalitzen les aigües cap al Llobregat.
La part oriental de la depressió té com a principal receptor de les aigües d'aquesta zona el Besòs, a través de múltiples afluents, entre els quals destaquen el Ripoll i la riera de Caldes (que fa de límit oriental de la comarca).

## Geografia humana i econòmica
La indústria vallesana, força important, es concentra en la zona sud de la comarca, coincident amb la zona més plana. Les principals ciutats industrials són Sabadell i Terrassa, que en comparteixen la capitalitat, Rubí i Cerdanyola del Vallès. Les indústries més importants a la comarca són la tèxtil, mecànica, metal·lúrgica, de maquinària, de material elèctric, de la construcció, química, paperera, d'arts gràfiques i alimentària. A més, en els últims anys, a conseqüència de la crisi industrial de finals dels anys 70 i principis dels 80 s'ha produït un important desenvolupament del sector comercial i de serveis (informàtica).
A la zona nord l'economia és predominantment rural, albergant gran nombre d'urbanitzacions de segones residències.
| 1497 f | 1515 f | 1553 f | 1717  | 1787   | 1857   | 1877   | 1887   | 1900   | 1910   |
| ------ | ------ | ------ | ----- | ------ | ------ | ------ | ------ | ------ | ------ |
| 791    | 831    | 1.146  | 7.423 | 15.043 | 50.633 | 58.078 | 62.660 | 69.807 | 78.058 |

| 1920   | 1930    | 1940    | 1950    | 1960    | 1970    | 1981    | 1990    | 1992    | 1994    |
| ------ | ------- | ------- | ------- | ------- | ------- | ------- | ------- | ------- | ------- |
| 99.514 | 129.298 | 138.126 | 169.492 | 268.386 | 450.721 | 596.893 | 655.002 | 654.055 | 654.055 |

| 1996    | 1998    | 2000    | 2002    | 2004    | 2006    | 2008    | 2010    | 2012    | 2014    |
| ------- | ------- | ------- | ------- | ------- | ------- | ------- | ------- | ------- | ------- |
| 685.600 | 695.910 | 717.181 | 751.049 | 790.432 | 836.077 | 862.369 | 886.530 | 898.173 | 899.532 |

| 2016 | 2018    | 2020 | 2022 | 2024    | 2026 | 2028 | 2030 | 2032 | 2034 |
| ---- | ------- | ---- | ---- | ------- | ---- | ---- | ---- | ---- | ---- |
| -    | 917.905 | -    | -    | 961.459 | -    | -    | -    | -    | -    |

## Clima
El Vallès Occidental presenta habitualment dos subtipus de clima mediterrani, el litoral i el subhumit, depenent si es parla de la zona pertanyent a la Serralada Prelitoral o a la pròpiament dita Plana Vallesana.
A la part més muntanyosa de la comarca les precipitacions mitjanes ronden els 800 mm anuals, mentre que a la plana vallesana es troben al voltant dels 650 mm. Predominen els vents de component oest.
Com a dates històriques pel que fa a anomalies climatològiques es poden destacar:
- setembre de 1962: diverses riuades van provocar unes inundacions històriques que van deixar morts a municipis com Terrassa (25 de setembre), Sabadell i Rubí.
- gener de 1985: temperatures mínimes de -11 °C a la comarca

## Política i govern

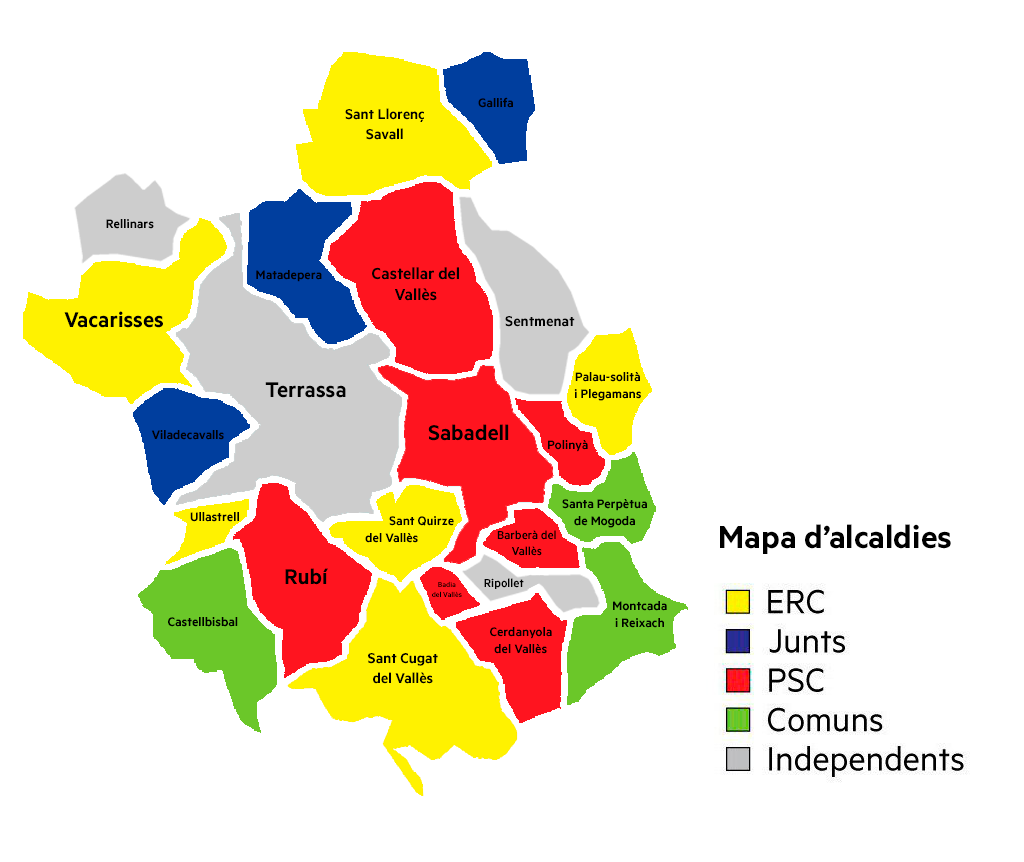
Mapa de les alcaldies del Vallès Occidental (2019)

### Organització territorial

#### Informe Roca
El Parlament de Catalunya va encarregar la revisió del mapa territorial a una comissió d'experts presidida per Miquel Roca i Junyent amb la presència de quatre geògrafs. El gener del 2001 es va presentar l’Informe sobre la revisió del model d'organització territorial de Catalunya, conegut com l'Informe Roca. Aquest report proposa diversos canvis al Vallès Occidental, que se situaria a la vegueria de Barcelona:
- Agregacions municipals:
  - Agregació de Badia del Vallès a Sabadell.
- Municipis del Vallès Occidental a altres comarques:
  - Rellinars, al Bages.
  - Castellbisbal, al Baix Llobregat Nord.
  - Gallifa, al Vallès Oriental, dins del municipi de Sant Feliu de Codines.
- Pedanies o enclavaments que canvien de municipi:
  - Enclavament de Montcada i Reixac, al municipi Palau-solità i Plegamans.
  - Llenca entre Vallvidrera i Santa Creu d'Olorda de Sant Cugat del Vallès, a Barcelona, dins del Barcelonès.

## Fauna
Tot i ser una zona eminentment urbanitzada, el Vallès Occidental disposa d'una certa varietat en la seva fauna, sent els més comúns:
- Rèptils:
  - Sargantana cuallarga (Psammodromus algirus)
  - Serp blanca (Elaphe scalaris)
  - Llangardaix ocel·lat (Lacerta lepida)
- Amfibis:
  - Gripau comú (Bufo bufo)

- Mamífers:
  - Ratolí de bosc (Apodemus sylvaticus)
  - Rata cellarda (Eliomys quercinus)
  - Musaranya (Crocidura russula)
  - Esquirol (Sciurus vulgaris)
  - Guineu (Vulpes vulpes)
  - Porc Senglar (Sus scrofa)
  - Talpó (Microtus duodecimcostatus)
- Ocells:
  - Cucut (Cuculus canorus)
  - Mosquiter pàl·lid (Phylloscopus bonelli)
  - Tallarol gros (Sylvia borin)
  - Tallarol de garriga (Sylvia cantillans)
  - Trencapinyes (Loxia curvirostra)
  - Merla (Turdus merula)
  - Mallerenga emplomallada (Parus cristatus)
  - Mallerenga carbonera (Parus major)
  - Tudó (Columba palumbus)
  - Astor (Accipiter gentilis)
  - Esparver (Accipiter nisus)
  - Gamarús (Strix aluco)
  - Mussol banyut (Asio otus)

## Transport
La comarca és un dels principals nusos de comunicacions de Catalunya i de l'Estat espanyol. Diversos eixos la creuen en totes direccions.

### Autopistes
- L'autopista AP-7 creua el Vallès en direcció est-oest. Cap a l'oest connecta la comarca amb Tarragona, València i el sud de la península Ibèrica, així com amb l'autovia A-2 i l'autopista AP-2 (sud de Barcelona, Lleida, Saragossa). Cap a l'est, comunica el Vallès amb les comarques de Girona i França.
- L'autopista C-58 creua la comarca de nord a sud, i uneix el nord de Barcelona amb Manresa a través de Montcada i Reixac, Cerdanyola del Vallès, Sabadell i Terrassa.
- També hi ha connexió entre Manresa, Terrassa i Barcelona a través de l'autopista C-16 o dels Túnels de Vallvidrera, per Sant Cugat del Vallès i Rubí.
- L'autopista C-33 uneix Montcada i Reixac i Mollet del Vallès i serveix per connectar el nord de Barcelona amb l'autopista AP-7 en direcció nord-est.

### Carreteres
La carretera N-150, principal carretera de la comarca, la creua de sud a nord i connecta Barcelona amb Terrassa a través de Montcada i Reixac, Cerdanyola del Vallès, Barberà del Vallès i Sabadell. Més enllà de Terrassa. Diverses carreteres comarcals completen la xarxa bàsica de la comarca:
- La C-1413 parteix de Molins de Rei, on connecta amb l'A-2 i l'N-340 (B-24) i l'autopista AP-2 (B-23), i passa per Rubí, Sabadell i Sentmenat per connectar finalment amb la C-17 a l'alçada de Centelles.
- La C-1415 uneix Vilafranca del Penedès (N-340), Sant Sadurní d'Anoia i Martorell (AP-7, A-2) amb Granollers i Mataró (N-II, C-32) a través de la comarca, passant per Terrassa, Matadepera, Castellar del Vallès, Sentmenat.
- La C-155 uneix les ciutats de Sabadell i Granollers, passant prop de Polinyà i Palau de Plegamans.

### Ferrocarrils
Les dues companyies de ferrocarril que operen a Catalunya tenen línies al Vallès Occidental. Per part de RENFE, hi passa la línia Barcelona-Lleida per Manresa i la de El Papiol-Mollet del Vallès. Les línies dels Ferrocarrils de la Generalitat de Catalunya, anomenades "Metro del Vallès", uneixen Barcelona amb Sabadell i Terrassa, tot i que existeix un projecte d'ampliació d'aquestes.

### Aeroports
Tot i que tot el trànsit aeri de passatgers de la comarca es canalitza a través de l'aeroport del Prat, a la veïna comarca del Baix Llobregat, la comarca compta amb l'Aeroport de Sabadell, on es practiquen diverses disciplines esportives i que serveix de base per als bombers de la Generalitat de Catalunya. També hi ha trànsit de diverses mercaderies.

## Llocs d'interès
Espais naturals protegits:
- Parc Natural de Sant Llorenç del Munt i l'Obac
- Parc de Collserola

Museus:
- Cerdanyola del Vallès: Museu d'Art de Cerdanyola
- Castellbisbal: Museu municipal de la Pagesia
- Rubí: 
  - Castell-Ecomuseu Urbà
  - Museu Etnogràfic Vallhonrat
  - Museu de Rubí (tancat temporalment)
- Sabadell:
  - Museu d'Art de Sabadell
  - Museu d'Història de Sabadell
  - Museu de l'Institut de Paleontologia Miquel Crusafont
  - Museu del Gas
- Terrassa:
  - Centre de Documentació i Museu Tèxtil de Terrassa
  - Museu de la ciència i de la Tècnica de Catalunya
  - Museu de Terrassa
  - Esglésies de Sant Pere
  - Masia Freixa
  - Castell cartoixa de Vallparadís
  - Escola d'Enginyeria de Terrassa
  - Casa Alegre de Sagrera

Senders de gran recorregut (GRs):
- GR-5: Canet de Mar – Sant Llorenç Savall – Sitges
- GR-6: Barcelona – Montserrat (camí clàssic de Montserrat)
- GR-92: Portbou – Collserola – Ulldecona (sender del Mediterrani)
- GR-96: Barcelona – Montserrat (camí romeu a Montserrat)
- GR-97: Abrera – Sant Celoni (del Llobregat a la Tordera)
- GR-173: Circumval·lació del Vallès Occidental
- Castell de Canals